# Wremen
Wremen község Németországban, Alsó-Szászországban, a Cuxhaveni járásban. Lakosainak száma 1931 fő (2023. december 31.).

## Történelme

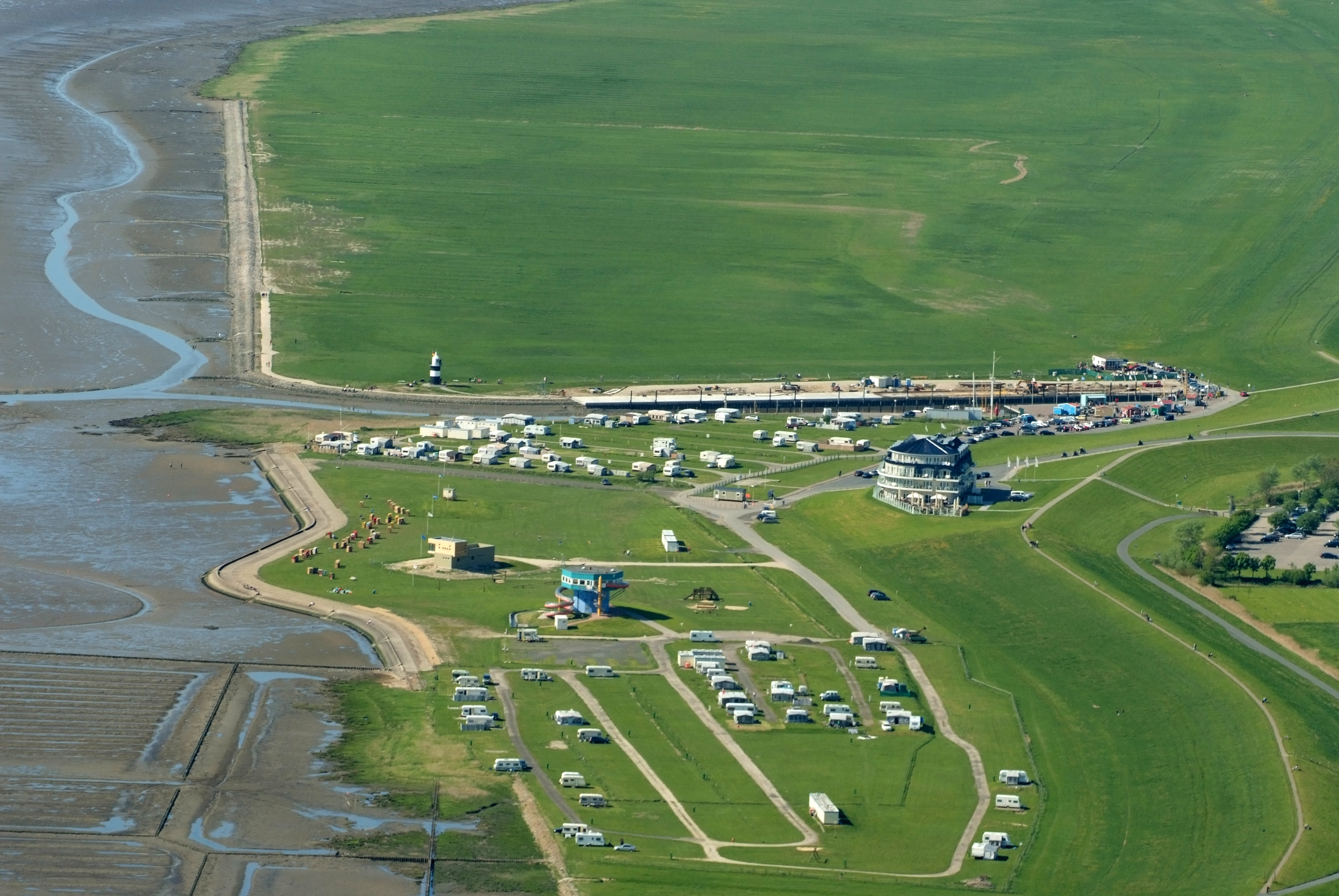
Wremen strand, kikötő és világítótorony látképe

Wremen eredetileg egy kis szász település volt az 1. században, és a halászhajók egykori kiindulási pontja.
Legrégibb épülete a vártemplom, melynek építési ideje az 1200-as évekre nyúlik vissza.

## Látnivalók
- Shell Museum
- Physio-Akadémia
- Willehadi egyház - a vártemplom 1200 körülről való
- Lighthouse  halászkikötő
- Halászati múzeum

## Itt született személyek
- Johann Georg Repsold, (1770-1830) - vállalkozó
- Rolf Dirksen, (1907-1983) - biológus, egyetemi tanár és író